# PeerTube
PeerTube – wolna, otwartoźródłowa i zdecentralizowana platforma wideo oparta na ActivityPub i WebTorrent. Aplikacja bazuje na technice peer-to-peer. W 2024 roku istniało ponad tysiąc instancji, które łącznie opublikowały prawie milion filmów.
Została ona założona przez programistę znanego pod pseudonimem Chocobozzz, obecnie jest zarządzana przez Framasoft. Prace nad nią trwały od 2017 roku. Wersja testowa została uruchomiona w marcu 2018, a pierwsza oficjalna wersja aplikacji została wydana w październiku 2018 roku. Celem jest zapewnienie alternatywy dla platform takich jak YouTube, Dailymotion czy Vimeo. Filmy dostępne w całej sieci PeerTube'a można wyszukać za pomocą narzędzia Sepia Search.
PeerTube jest częścią większej sieci, zwanej Fediwersum, do której należą również inne aplikacje korzystające z tego samego protokołu, m.in. Mastodon i Friendica.
W 2022 roku, Europejski Inspektor Ochrony Danych uruchomił oficjalną instancję pod nazwą EU Video, na której znajdowały się materiały publikowane przez instytucje podlegające Unii Europejskiej. Instancja działała do 18 maja 2024. 
W 2024 roku zostały wydane aplikacje mobilne na systemy Android (patrz: galeria zrzutów ekranu poniżej infoboksu) i iOS, pozwalające na dostęp do materiałów wideo udostępnianych na instancjach PeerTube. Aplikacja mobilna na Androida, dostępna przez F-Droid i Google Play pozwala na dostęp do zawartości ze wszystkich lub ograniczonej listy serwerów, a aplikacja na iOS przez Apple App Store, udostępnia zawartość z wąskiej listy serwerów.

## Finansowanie
W 2018 roku w serwisie KissKissBankBank uruchomiono zbiórkę na sfinansowanie prac nad pierwszą wersją PeerTube'a. Jej zakładany cel – 20 000 euro – został przekroczony prawie trzykrotnie, gdyż za pomocą tej zbiórki zebrano 53 100 euro.
PeerTube jest wspierane przez zarejestrowaną we Francji organizację non-profit Framasoft. Zgodnie z jej jednych z oświadczeń finansowych, na rozwój PeerTube przeznaczono ok. 650 tysięcy euro w latach 2017-2024.

## Spis polskojęzycznych instancji
Za najpopularniejszą instancję w Polsce (pod względem liczby zarejestrowanych kont, jak i przesłanych filmów) uznaje się tube.pol.social. Zarejestrowane są tam 123 konta, z których opublikowano ponad 3 300 filmów obejrzanych ponad 8 000 razy. Dane w poniższej tabeli są aktualne na dzień 11 lutego 2025 roku.
| Instancja                          | Rejestracja otwarta?        | Ilość zarejestrowanych kont | Przesłanych filmów | Przypisy      |
| ---------------------------------- | --------------------------- | --------------------------- | ------------------ | ------------- |
| Kino Wolność                       | Nie                         | 24                          | 119                | [ 19 ]        |
| Citizen4 video                     | Nie                         | 2                           | 3                  | [ 20 ]        |
| staryvids                          | Po wcześniejszej akceptacji | 25                          | 205                | [ 21 ]        |
| tube.pol.social                    | Po wcześniejszej akceptacji | 184                         | 4 476              | [ 17 ] [ 18 ] |
| PeerTube.020.pl                    | Nie                         | 3                           | 171                | [ 22 ]        |
| CoypTube                           | Nie                         | 2                           | 12                 | [ 23 ]        |
| Fundacja „Internet. Czas działać!” | Nie                         | 2                           | 75                 | [ 24 ]        |
| tube.ar.hn                         | Nie                         | 1                           | 1 380              | [ 25 ]        |
| Łącznie                            | Łącznie                     | 242                         | 6 441              |               |